# Kępie (powiat staszowski)
Kępie – wieś sołecka w Polsce, położona w województwie świętokrzyskim, w powiecie staszowskim, w gminie Oleśnica.
W latach 70. XVI wieku należała do wojewody krakowskiego Piotra Zborowskiego. W 1851 urodził się tu działacz rolniczy i publicysta, Gabriel Godlewski. W latach 1975–1998 miejscowość należała administracyjnie do województwa kieleckiego.

## Części wsi
| SIMC    | Nazwa   | Rodzaj  |
| ------- | ------- | ------- |
| 0257093 | Wadówka | kolonia |